# Дерновка (Орловская область)
Дерновка — деревня в Залегощенском районе Орловской области России. Входит в состав Ломовского сельского поселения.

## География
Деревня находится в центральной части Орловской области, в лесостепной зоне, в пределах центральной части Среднерусской возвышенности, на правом берегу реки Дернов Колодец, на расстоянии примерно 12 километров (по прямой) к западу-юго-западу (WSW) от посёлка городского типа Залегощь, административного центра района. Абсолютная высота — 212 метров над уровнем моря.
Часовой пояс
Деревня Дерновка, как и вся Орловская область, находится в часовой зоне МСК (московское время). Смещение применяемого времени относительно UTC составляет +3:00.

## Население
| 2010 |
| ---- |
| 5    |

Половой состав
По данным Всероссийской переписи населения 2010 года в гендерной структуре населения мужчины составляли 40 %, женщины — соответственно 60 %.
Национальный состав
Согласно результатам переписи 2002 года, в национальной структуре населения русские составляли 100 % из 10 чел.